# Hyperdimension Neptunia mk2
Hyperdimension Neptunia mk2 (超次元ゲイム ネプテューヌmk2, Choujigen Game Neptune mk2)  est un jeu vidéo de rôle développé par les sociétés japonaises Compile Heart et Idea Factory et édité sur PlayStation 3 en 2011. Puis, porté sur PlayStation Vita en 2014 sous le nom de Hyperdimension Neptunia Re;Birth2 (超次次元ゲイム ネプテューヌ Re;Birth2 SISTERS GENERATION, Choujijigen Game Neptune Re;Birth 2: Sisters Generation).

## Synopsis
En 20XX, Gamindustri fait face à une crise sans précédent : les développeurs de jeu font faillite et meurent de faim, les monstres sont partout, etc. l'humanité survit comme elle peut.
Ceci est l'action d'une organisation obscure ASIC, ou "Syndicat du Crime International d'Arfoire" (à lire en anglais). Elle est apparue quelques années plus tôt dans des contrées désertées, sur un continent en lévitation appelé "le cimetière de Gamindustri". Depuis lors, la plupart des gens ont perdu tout sens moral. Les jeunes vouent un culte envers ASIC, ses directeurs prônant le piratage et annoncent l’avènement prochain d'un dieu Arfoire. Leurs parents laissent faire ou les incitent, les gouvernements ferment les yeux...
Ainsi, les citoyens sont forcés de voir la corruption comme normale au quotidien, les jeux sont piratés sans problème, et les victimes fatiguées de cette nouvelle mentalité sont bannies à jamais au cimetière.
Dans ce contexte, les CPUs des 4 nations ont formé une alliance et organisé un raid sur le cimetière où les chefs d'ASIC ont été repérés. Nepgear, CPU candidate de Planeptune et sœur de Purple Heart, les accompagnait en soutien mais l'ennemi s'est montré trop puissant et toutes sont faites prisonnières depuis 3 ans.
IF et Compa sont alors envoyées à leur secours avec un sharicite, étant un cristal fait de la foi d'un peuple envers son CPU, mais il ne suffit qu'à ranimer Nepgear quand un nouvel ennemi apparaît, CFW Judge le gardien du cimetière, un robot géant affamé de casser des trucs et obligé malgré lui de rester dans le cimetière.
Nepgear doit gaspiller le sharicite pour leur permettre de fuir et revenir plus tard pour sa sœur.
De retour à Planeptune, l'oracle Histoire convainc Nepgear de chercher l'aide de ses semblables CPU candidates, les sœurs de White Heart et Black Heart, ainsi que le soutien des mascottes des 4 nations contre lesquelles ASIC a lancé une chasse aux sorcières. Leurs pouvoirs permettront de renforcer les CPUs lorsqu'il faudra encore affronter ASIC. Nepgear devra surtout combattre les fidèles d'ASIC et l'imprudence des populations, et enfin CFW Brave et CFW Trick.
Une fois les petites sœurs rassemblées, les oracles des nations mettent leurs compétences en commun pour créer un nouveau Sharicite plus puissant (en une nuit au lieu de 3 ans). Un nouveau raid est lancé et débouche sur le sauvetage des grandes sœurs (et Green Heart) mais aussi la destruction de CFW Judge. Les CFW sont vaincus après quelques sabotages et coup-fourrés, mais leurs morts ne font que rendre leurs corps et leurs énergies à leur créateur "Dos Arfoire" qui ressuscite dans la foulée.
Suivant les conditions remplies, le joueur débloque une fin normale suivie de 5 extensions différentes, une fin triste ou la vraie fin. La différence étant qu'à l'issue de l'affrontement contre la Déité du crime Arfoire, elle sera soit scellée par les CPUs, Nepgear deviendra CPU à la place de Neptune et prendra du bon temps avec ses amies, soit sacrifiée et Nepgear finira seule, soit exterminée et tout rentrera dans l'ordre, la technologie d'Arfoire cessera de fonctionner comme coupée de son énergie, et le cimetière disparaîtra dans l'océan.